# Fessia gorganica
Fessia gorganica är en sparrisväxtart som först beskrevs av Franz Speta, och fick sitt nu gällande namn av Franz Speta. Fessia gorganica ingår i släktet Fessia och familjen sparrisväxter. Inga underarter finns listade i Catalogue of Life.
Artens utbredningsområde anges som norra Iran.